# George Karl
George Matthew Karl (ur. 12 maja 1951) – amerykański koszykarz, który grał na pozycji rozgrywającego, po zakończeniu kariery zawodniczej trener koszykówki.
Karl studiował na Uniwersytecie Karoliny Północnej w Chapel Hill, gdzie na początku lat siedemdziesiątych XX wieku grał w drużynie uniwersyteckiej North Carolina Tar Heels. W 1972 dotarł z tą drużyną do Final Four, zajmując trzecie miejsce. W 1973 został wybrany w czwartej rundzie draftu przez New York Knicks, jednak wkrótce podpisał kontrakt z występującym w lidze ABA zespołem San Antonio Spurs, który po zakończeniu sezonu 1975/1976 przeniósł się do NBA. Karierę zawodniczą zakończył w 1978. W tym samym roku został asystentem trenera Spurs i pełnił tę funkcję do 1980.
Od 1980 do 1983 był trenerem Montana Golden Nuggets z CBA, gdzie dwukrotnie otrzymywał nagrodę Coach of the Year w 1981 i 1983 roku. Pierwszym zespołem z NBA, który poprowadził był Cleveland Cavaliers, z którym w 1985 uzyskał awans do playoffs przegrywając w pierwszej rundzie z Boston Celtics. W latach 1986–1988 był trenerem Golden State Warriors. Przez następne cztery lata prowadził Albany Patroons z CBA, gdzie w 1991 po raz trzeci został wybrany trenerem roku w tej lidze i Real Madryt.
W 1992 został trenerem Seattle SuperSonics i pełnił tę funkcję do zakończenia sezonu 1997/1998. W 1996 uzyskał najlepszy bilans zwycięstw w historii klubu 64–18 i awans do finałów NBA, gdzie Sonics przegrali z Chicago Bulls 2–4. W zespole grali wówczas między innymi Gary Payton, Shawn Kemp, Hersey Hawkins, Detlef Schrempf i Sam Perkins.
W latach 1998–2003 prowadził Milwaukee Bucks, a w 2002 reprezentację USA na mistrzostwach świata. Od 2005 do 2013 był trenerem Denver Nuggets. W lutym 2010 zdiagnozowano u niego nowotwór głowy i szyi i na ławce trenerskiej do końca sezonu zastąpił go Adrian Dantley. Po ustąpieniu choroby Karl powrócił do sztabu szkoleniowego Nuggets przed rozpoczęciem sezonu 2010/2011. 10 grudnia 2010 po wygranej Nuggets nad Toronto Raptors został 7. trenerem w historii NBA, który osiągnął pułap 1000 zwycięstw. W sezonie 2013 Nuggets mając trzecią najmłodszą drużynę w NBA (średnia wieku 24,9) osiągnęli bilans 57–25, a Karl został wybrany trenerem roku w NBA.

## Osiągnięcia

### Zawodnicze
NCAA
- Uczestnik NCAA Final Four (1972)[10]
- Mistrz turnieju NIT (1971)[10]

### Trenerskie
NBA
- Finalista NBA (1996)[11]
- Trener Roku (2013)[10]
- 4-krotny trener drużyn All-Star (1994, 1996, 1998, 2010)[12]

Inne
- Zdobywca Pucharu Saporty (1992)
- 3-krotny Trener Roku CBA (1981, 1983, 1991)[10]
- Laureat nagrody Jimmy V Perseverance Award (2010)[10]
- Trener kadry USA podczas mistrzostw świata (2002 – 6. miejsce)[13]